# 波尔多斯
波尔多斯（法語：Porthos），是大仲马小说系列《达达尼昂浪漫三部曲》中的一个虚构人物。他与阿多斯、阿拉米斯三人都是主人公达达尼昂的好友。
他出生在皮卡第的一个贵族家庭，性格爱慕虚荣而且豪放磊落，喜欢华丽的服装。他与达达尼昂引起争执而引发决斗，后来成为达达尼昂的朋友。在《三个火枪手》的末尾，因为娶了一名寡妇而获得了男爵爵位。在第三部《布拉热洛纳子爵》中，为协助阿拉米斯逃跑被巨石压死。
波尔多斯的原型是真实人物火枪手伊萨克·德·波托（Isaac de Porthau，1617-1712）。